# Лыкошины
Лыкошины — дворянский род, столбового дворянства.
Дворянский род этой фамилии происходит от польского шляхтича Ильи Григорьевича Лыкошина, сын которого Борис поступил в русское подданство (1655). Борис Ильич Лыкошин «жалован поместьем в 1662 году».
Род Лыкошиных внесён Герольдией в VI часть Дворянской родословной книги Смоленской и Новгородской губерний Российской империи. Герб рода Лыкошиных внесён в Часть 4 Общего гербовника дворянских родов Всероссийской империи, стр. 117.

## Известные представители
- Лыкошин Леонтий Борисович - московский дворянин (1668)[6].
- Лыкошин, Александр Иванович (1861—1918) — государственный деятель, сенатор, член Государственного Совета. Сподвижник Столыпина в проведении аграрной реформы.

## Описание гербов

#### Герб Лыкошиных 1785 г.
В Гербовнике Анисима Титовича Князева 1785 года имеется изображение печати с гербом генерал-майора (1763), вице-президента Мануфактур-коллегии, тайного советника Демьяна Григорьевича Лыкошина: в синем поле щита изображена серая подкова, шипами вниз, внутри которой находится серебряная восьмиконечная звезда, а над подковой золотой лапчатый крест (изменённый герб Любич).  Щит увенчан коронованным дворянским шлемом с шейным клейнодом (нашлемник и намёт отсутствуют). Щитодержатель: с правой стороны воин, держащий стоящий на земле щит, а за плечом воина копьё с развевающимся на нём вымпелом.

#### Герб. Часть IV. № 117
Высочайше утвержденный герб рода Лыкошины: щит разделен горизонтально на две части, синюю и красную, в которых помещена шипами книзу серебряная подкова, на подкове золотой крест, внутри её золотая звезда, по бокам подковы две золотые стрелы остриями кверху.
Герб этот представляет из себя измененный польский герб Lada.

## Геральдика
В роде Лыкошиных бытовала легенда об их происхождении от князей Лыковых, которые пресеклись со смертью боярина князя Михаила Ивановича Лыковы (1701). Краевед и геральдист В.П. Лапчинский, оценивая эти данные (1916), в числе аргументов, свидетельствующих о необоснованности подобных претензий, указывал на то, что герб Лыкошиных не содержит никаких указаний на принадлежность к Рюриковичам. Хотя князья Лыковы герба не имели, но по мнению В.П. Лапчинского, в нём обязательно должен был изображен одноглавый орел (черниговская эмблема), по происхождению их от удельных князей черниговских. Если бы Лыкошины действительно являлись потомками князей Лыковых, то они, по мнению исследователя, также сохранили в гербе одноглавого орла.